# Mlada liberalna demokracija
Mlada liberalna demokracija (mLD) je podmladek Liberalne demokracije Slovenije (LDS). mLD je bila ustanovljena 1.februarja 1991. Njeni člani so dejavni na nacionalni in lokalni ravni ter se aktivno vključujejo v politično delovanje v Sloveniji in v delo LDS.

## Ravni delovanja mLD
Delovanje mLD temelji na spoštovanju fundamentov liberalizma in demokracije ter je koherentno s programom matične stranke, LDS.
Na nacionalni ravni je Mlada liberalna demokracija vpeta v delovanje preko svojih lokalnih, mestnih ter pokrajinskih odborov (LO mLD, MO mLD, PO mLD). Na regijski ravni se lokalni odbori povezujejo v pokrajinske odbore Mlade liberalne demokracije. Na lokalni ravni je Mlada liberalna demokracija organizirana preko lokalnih odborov, ki pokrivajo področja posameznih občin. Za ustanovitev lokalnega odbora so potrebni 3 člani Mlade liberalne demokracije s stalnim prebivališčem v občini. Na globalni ravni predstavniki Mlade liberalne demokracije, se redno udeležujejo srečanj različnih liberalnih in drugih mednarodnih organizacij v tujini, kjer njihovi predstavniki tudi sodelujejo.
MLD je nacionalna mladinska organizacija in je polnopravna članica Mladinskega sveta Slovenije. Je tudi polnopravna članica mednarodnih organizacij IFLRY, LYMEC, ISEEL in UNITED. Člani mLD-ja so v preteklosti že zasedali najvišje funkcije v ISEEL-u in IFLRY-u.